# Caunes-Minervois
Caunes-Minervois è un comune francese di 1 635 abitanti situato nel dipartimento dell'Aude nella regione dell'Occitania.

## Società

### Evoluzione demografica
Abitanti censiti